# 日本莽草
日本莽草（学名：Illicium anisatum）为五味子科八角屬常綠喬木。与八角相似，但剧毒，不可食用。可用于製香供佛。

## 特徵
常綠喬木，高約10公尺，樹幹灰褐色。葉為長橢圓形，大多生長在枝條的頂端，冬天時不會掉落。花季為每年3-4月，由十幾枚花瓣細長的淡黃色的花朵組成花被，性喜冷涼氣候且耐寒。
- 葉
- 花

## 分布
分布區域包含日本本州中部以南、四國、九州及中国。

## 用途
日本佛教稱之為樒（shikimi），因樒葉散發自然香味，可用於代替莲花供佛，或是乾燥後磨粉製香。

## 毒性
日本莽草的种子干燥之后和八角相似，但有極強的神经毒性。2003年美国市场上曾有日本莽草混入八角的食品安全事故，造成该批次的八角召回。